# Carole Arcega
 (janvier 2020).
Carole Arcega, née en 1974, est une réalisatrice et plasticienne française, qui pratiquait le cinéma expérimental et l'art performance (entre 2001 et 2009).

## Biographie
Elle découvre, lors de ses études en Arts plastiques à l’Université Saint-Charles (Paris 1), que des plasticiens comme Marcel Duchamp ont réalisé des films dont on parle peu. Elle décide d’aller y voir de plus près et rencontre, en 1999, les membres du laboratoire artisanal l’Etna qui se sont rendus maîtres des outils de réalisation (visionneuse, tables de montage, etc.) et qui peuvent réaliser un film de A à Z, sans passer (ou très peu) par les laboratoires professionnels, souvent inaptes à développer et à étalonner des films qui jouent sur le flou, utilisent le found footage, les contrastes violents de lumière. Carole Arcega devient, avec Hymen (2003) et Macula (2004), une représentante notoire, pour sa génération, du cinéma corporel (que d’autres nomment École du corps). Elle pratique, aussi, l 'art performance et la projection multi-écrans, avec la collaboration de musiciens et de chorégraphes. Certaines de ces créations se font en direct et en life dans la salle de spectacle.
Carole Arcega a été présidente de l’Etna entre 2000 et 2003. Ses films ont été diffusés, entre autres, au festival Côté court de Pantin, au Centre Pompidou, à la Cinémathèque française…
Lowave a publié, en 2006, en coédition avec Label Ombres, un DVD de courts métrages, intitulé BlackLight, comprenant deux films de Carole Arcega. En 2007, pour célébrer les 25 ans du Festival Tous Courts d’Aix-en-Provence, l’éditeur Chalet Pointu a sorti un DVD de vingt titres dont Macula de Carole Arcega.

## Filmographie
- 2001 Asa (cm)
- 2002 Le Cristallin (cm)
- 2003 Hymen (cm)
- 2003 Pigeon (cm)
- 2003 Nocte (Performance pour triple écran, co-réalisation Sébastien Cros)
- 2004 Macula (cm)
- 2005 Tabula rasa (Performance pour triple écran, co-réalisation Sébastien Cros)
- 2006 Alba (Performance pour deux projecteurs, co-réalisation Sébastien Cros, Emmanuel Lefrant)
- 2007 Danse chronophotographique : trajectoire n° 1 (Film-performance pour danse et projecteur Super 8, co-réalisation Anne Gaëlle Thiriot, Anthony Carcone)
- 2007 Corps en émulsion (Film-performance, co-réalisation Nobuo Harada, Anthony Carcone)
- 2007 Kami Hitoe (Performance multimédia)
- 2009 Scories (Film-performance)